# Gwiaździsta noc nad Rodanem
Gwiaździsta noc nad Rodanem (hol. De sterrennacht lub Sterrennacht boven de Rhône, ang. Starry Night Over the Rhone) – obraz Vincenta van Gogha (nr kat.: F 474, JH 1592) namalowany we wrześniu 1888 podczas pobytu artysty w miejscowości Arles. 

## Okoliczności powstania
Od momentu swojego przyjazdu do Arles 8 lutego 1888 van Gogh był nieustannie pochłonięty kwestią tematyki nocnej w obrazie. W kwietniu 1888 napisał w liście do brata: 

Potrzeba mi gwiaździstej nocy z cyprysami, być może ponad polem z dojrzałą pszenicą.

Namalowany we wrześniu 1888 obraz Gwiaździsta noc nad Rodanem jest jednym z takich dzieł, przedstawiających Arles w nocy. Został namalowany w miejscu nad Rodanem, znajdującym się nieopodal tzw. „Żółtego Domu” przy Place Lamartine, wynajmowanego wówczas przez van Gogha. Motyw nocnego nieba wykorzystał artysta już wcześniej malując obraz Taras kawiarni w nocy; powrócił też do niego w 1889 tworząc obraz Gwiaździsta noc.
Szkic mającej powstać Gwiaździstej nocy nad Rodanem wysłał van Gogh w napisanym 2 października 1888 liście do swego przyjaciela, belgijskiego malarza Eugène’a Bocha. W namalowanym portrecie malarza również wykorzystał motyw gwiezdnej nocy jako tło.
Obraz Gwiaździsta noc nad Rodanem został wystawiony w 1889 razem z Irysami na corocznej wystawie Salonu Niezależnych w Paryżu. Irysy zaproponował Theo van Gogh, podczas gdy Vincent wolał wystawić jedno ze swych malowideł przedstawiających parki w Arles, najprawdopodobniej ten, który znajduje się obecnie w galerii Phillips Collection w Waszyngtonie.

## Opis
W liście do brata van Gogh tak opisał powstające dzieło:

Załączam niewielki szkic 30 x 30 cm; w skrócie: gwiaździste niebo malowane w nocy, przy zapalonych gazowych latarniach. Niebo jest ciemnoniebieskie, woda ciemnobłękitna, a ziemia bladofioletowa. Miasto jest w kolorze niebieskim i purpurowym. Gaz [płonący w latarniach] jest żółty, a odbicia [w wodzie] rdzawozłote, przechodzące w zielono-brązowe. Na ciemnoniebieskiej przestrzeni nieba Wielka Niedźwiedzica, skrząca się na zielono i różowo, jej dyskretna bladość kontrastuje z brutalnym złotem [płonącego] gazu. Na pierwszym planie dwie kolorowe figurki zakochanych.

### Kolorystyka nocy
Wyzwanie, jakim było malowanie w nocy, pociągało van Gogha. Dogodny moment, jaki wybrał malując obraz Gwiaździsta noc nad Rodanem, pozwolił mu na uchwycenie odbicia w połyskującej, błękitnej wodzie blasku gazowych latarni ustawionych wzdłuż nabrzeża Rodanu przepływającego przez Arles. Całości kompozycji dopełniła umieszczona na pierwszym planie para zakochanych, przechadzających się wzdłuż nabrzeża rzeki. Oddanie koloru miało wielkie znaczenie dla van Gogha. W liście do brata często opisywał przedstawione na swoich obrazach przedmioty w terminach, w jakich opisuje się kolory. Przykładem takiego podejścia są jego nocne obrazy, w tym Gwiaździsta noc nad Rodanem, na którym uchwycił kolory mieniącego się nocnego nieba i sztucznego oświetlenia, które było nowością w tamtych czasach.

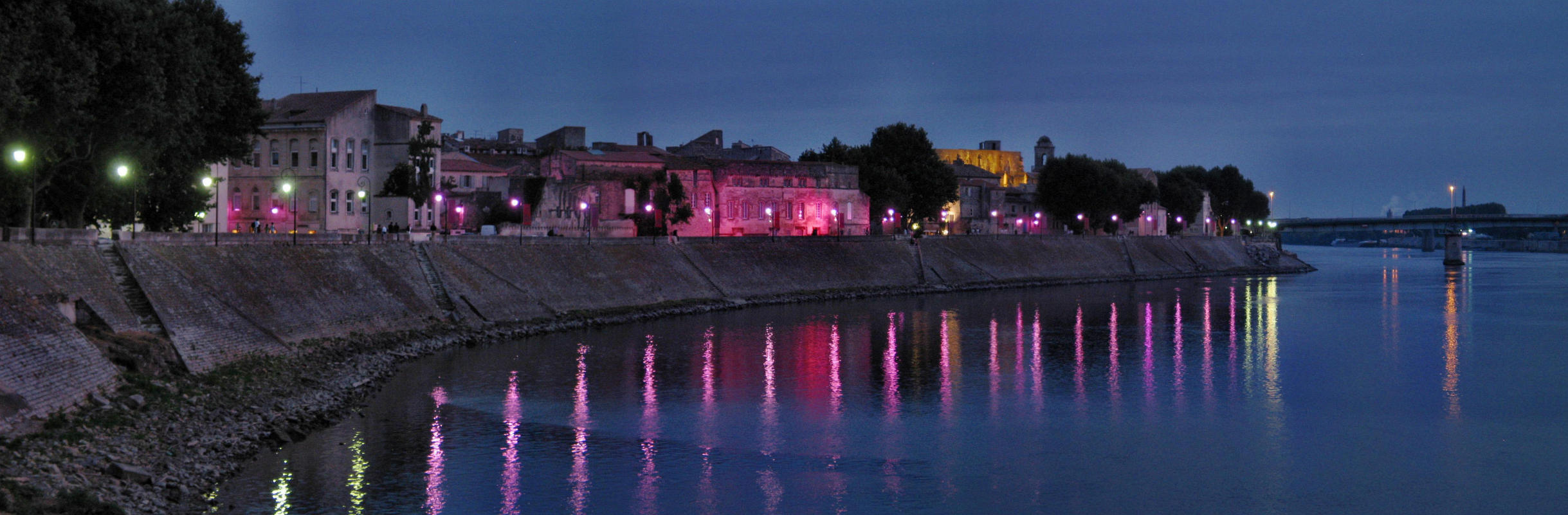
Podobny, nocny widok nad Rodanem